# Igreja Memorial Imperador Guilherme

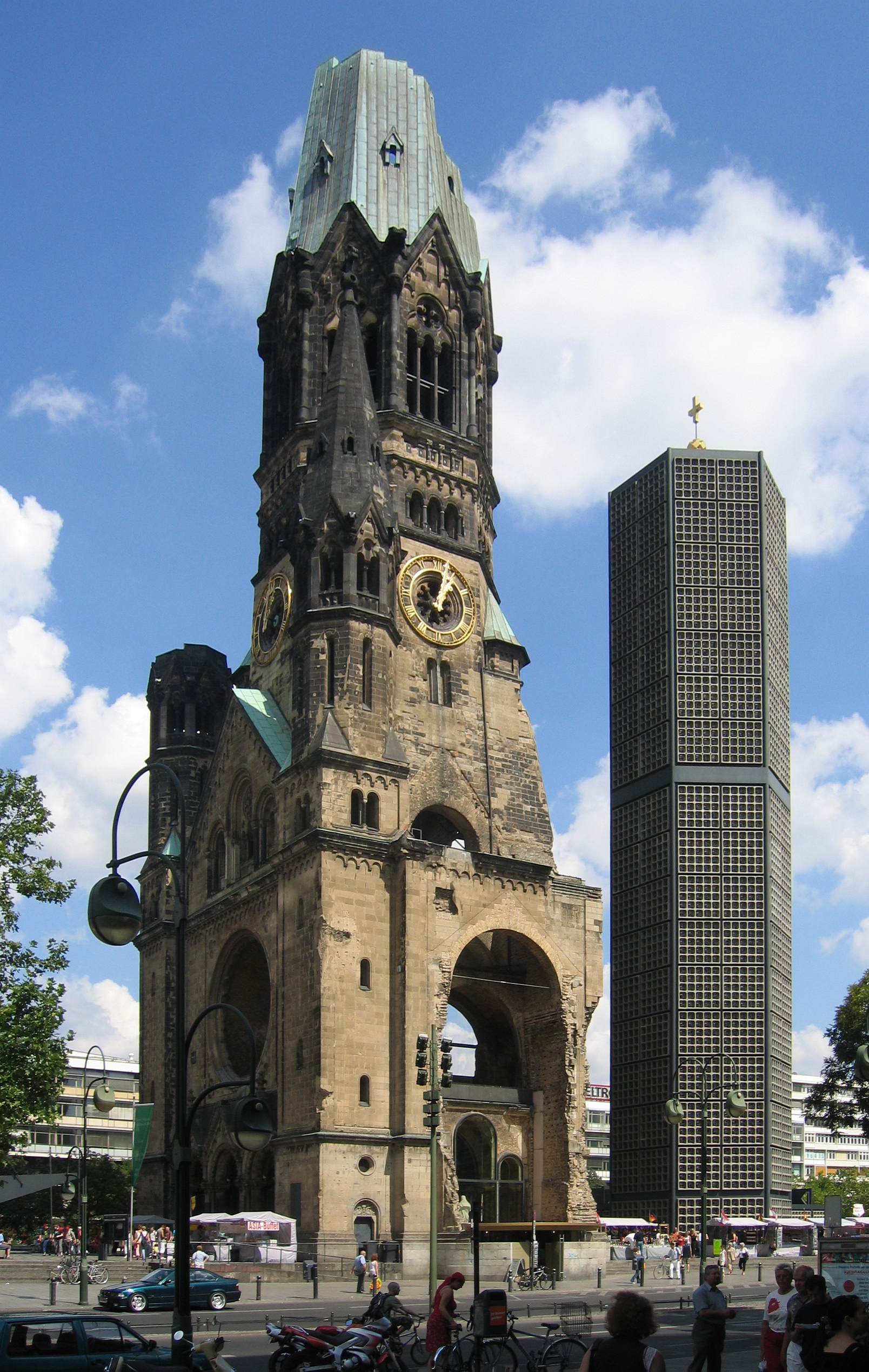
Ruína da torre e nova torre, 2004

A Igreja Memorial Imperador Guilherme (em alemão:  Kaiser-Wilhelm-Gedächtniskirche, mas mais conhecida como Gedächtniskirche) está localizada em Berlim, no Kurfürstendamm, no centro da Breitscheidplatz. Seu nome é uma homenagem ao imperador Guilherme I da Alemanha.

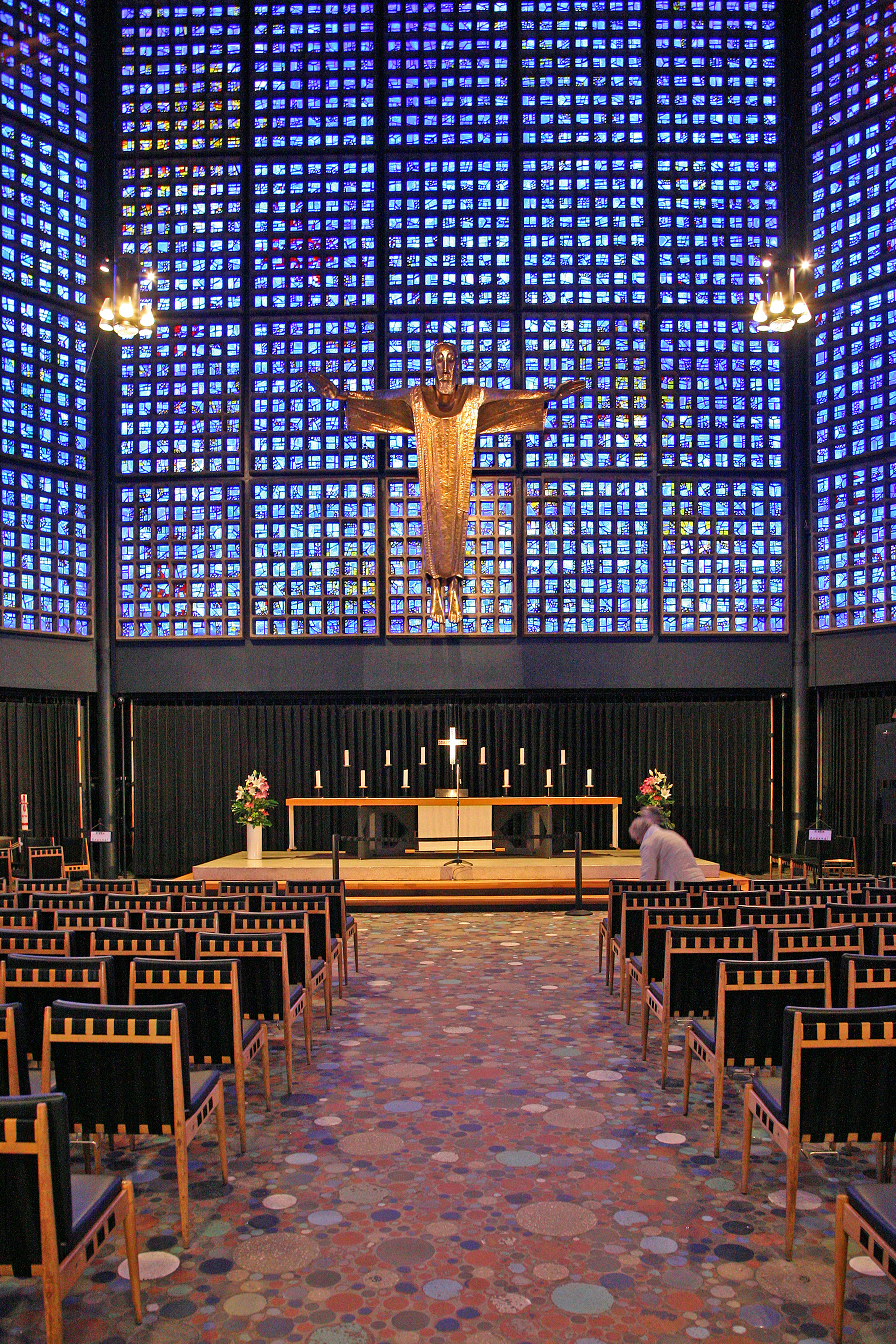
Interior da igreja.

A igreja original no local foi construída nos anos 1890 e destruída na Batalha Aérea de Berlim, durante a Segunda Guerra Mundial. O edifício atual, que consiste em uma igreja com um vestíbulo anexado e um campanário separado com uma capela unida, foi construído entre 1959 e 1963. O pináculo danificado da igreja velha foi mantido e agora é um memorial da guerra.

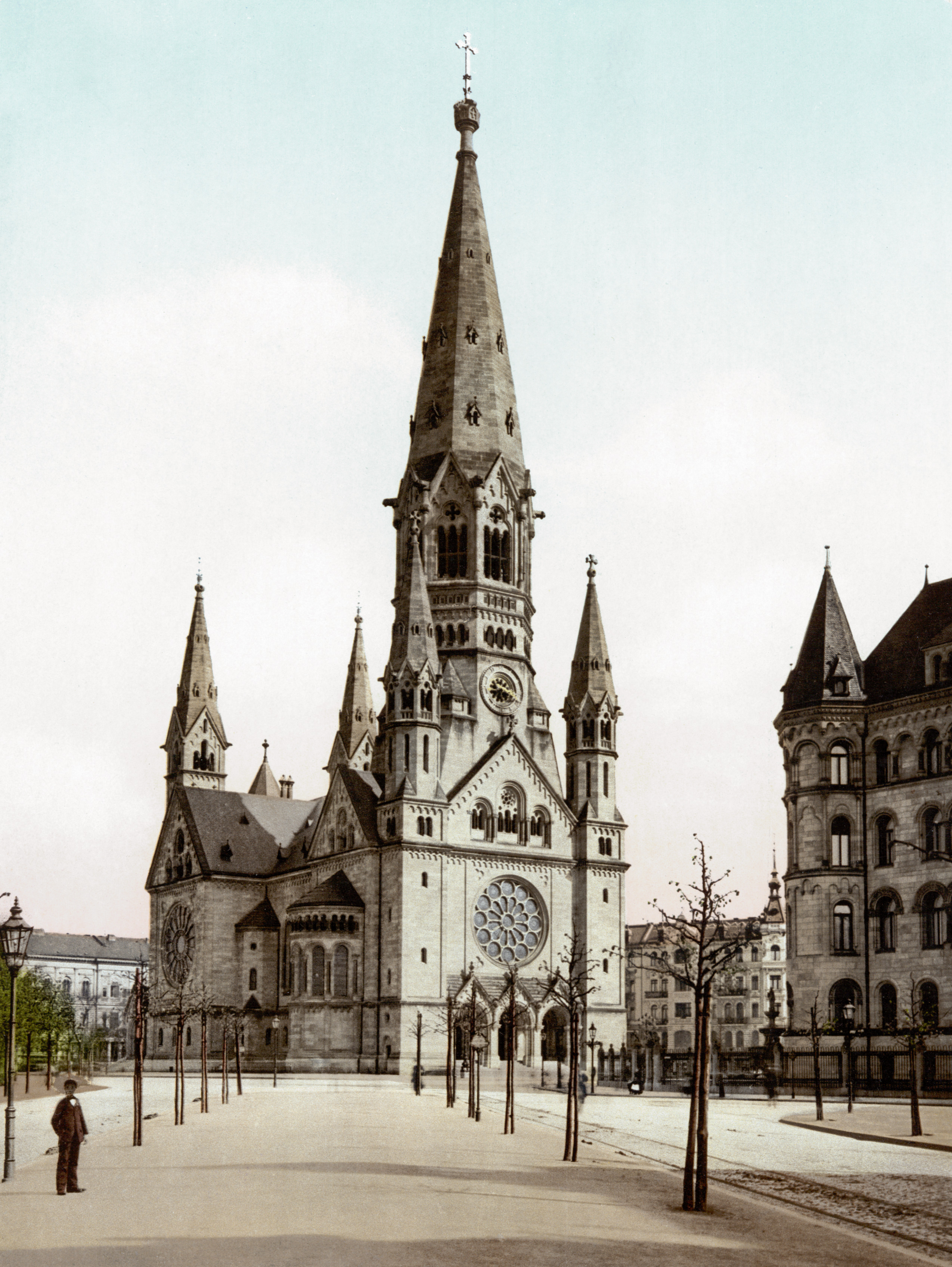
A igreja como era vista em 1920.

A igreja memorial é hoje um marco famoso da cidade e é alcunhada por berlinenses de "der Hohle Zahn", que significa "o dente furado".